# Luze
För andra betydelser, se Luze (olika betydelser).
Luze är en kommun i departementet Haute-Saône i regionen Bourgogne-Franche-Comté i östra Frankrike. Kommunen ligger i kantonen Héricourt-Est som tillhör arrondissementet Lure. År 2022 hade Luze 831 invånare.

## Befolkningsutveckling
Antalet invånare i kommunen Luze
| Referens: INSEE |